# 마이클 제임스 쇼
마이클 제임스 쇼(Michael James Shaw, 1986년 9월 16일 ~ )는 미국의 배우, 텔레비전 배우이다.
뉴욕에서 태어났다.

## 영화
- 오아시스 (2017년)
- 위너독 (2016년)